# Пайяре, Рафаэль
Рафаэль Пайяре (исп. Rafael Payare; род. 23 февраля 1980, Пуэрто-ла-Крус) — венесуэльский дирижёр.
Сын учительницы и картографа. Начал учиться в музыкальной школе в 14-летнем возрасте, первоначально как валторнист. Продвигаясь в системе государственного музыкального образования, занял пульт первой валторны в Молодёжном симфоническом оркестре имени Симона Боливара. Окончил Национальный экспериментальный университет искусств.
С 2004 года изучал дирижирование под руководством Хосе Антонио Абреу. В 2012 г. выиграл Международный конкурс дирижёров имени Николая Малько, затем работал ассистентом у Густаво Дудамеля, Клаудио Аббадо, Даниэля Баренбойма и Лорина Маазеля. После смерти Маазеля в 2015 году стал главным дирижёром основанного им музыкального фестиваля в Каслтоне (округ Раппаханнок, штат Вирджиния).
Как приглашённый дирижёр выступал со многими ведущими оркестрами мира, включая Венский филармонический оркестр. В 2013 г. выступил с Ольстерским оркестром, после чего был приглашён возглавить оркестр и руководил им в 2014—2019 гг. В июле 2019 г. с четырёхлетним контрактом заступает на пост музыкального руководителя Симфонического оркестра Сан-Диего.
Женат на виолончелистке Алисе Вайлерштайн (2013).